# Ikko-ikki
Ikko-ikki (一向一揆) eram multidões de camponeses, monges budistas, sacerdotes xintoístas e nobres locais, que se ergueram contra o governo samurai entre os séculos XV e XVI. Foram seguidores dos Jōdo Shinshū, uma escola do Budismo da Terra Pura que ensinava que todos os crentes são igualmente "salvos" pela graça do Buda Amida. O único líder proeminente foi Rennyo, o líder da seita do Jōdo Shinshu em Hongan-ji. Rennyo foi nomeado para o cargo de abade de Hongan-ji, em 1457, data esta quando é considerado que o Ikkō-ikki surgiu.